# Atletika
Atletika (prije laka atletika) jedna je od temeljnih i najraširenijih sportskih grana koja obuhvaća trkačke, hodačke, bacačke i skakačke discipline. Zbog svoje sveobuhvatnosti naziva je se kraljicom sportova. Atletskim vježbama stječe se fizička snaga, izdržljivost, brzina i okretnost a učvršćuju se svojstva volje kao što su hrabrost, odlučnost i upornost.
Naziv atletika dolazi od grčkog pojma "athletike tehné" (vještina borenja, natjecanja), temeljenog na imenici "áthlos" (borba, suparništvo). Današnji grčki jezik jedan je od rijetkih jezika koji za atletiku rabi drugi naziv, "stívos". U antičko doba atletikom se nazivao sav sport.
Discipline atletike odlikuju se motoričkim kretanjima koja se uspješno mogu primjenjivati tijekom obrazovnog procesa, ili kroz druge oblike vježbanja, pomoću kojih se značajno utječe na podizanje i očuvanje opće psihofizičke sposobnosti pojedinca. Atletika je, uz plivanje i gimnastiku, polazište i temelj za sve ostale sportove. Od 1896. godine uključena je u redovni program Olimpijskih igara.
Podatke o atletskim natjecanjima sadrže Ilijada i Odiseja, a jedino natjecanje na prvim Olimpijskim igrama koje su organizirane 776. p.n.e bila je utrka na jedan stadij (oko 192 metra). U 19. stoljeću, iz atletike je izdvojena teška atletika (dizanje utega, hrvanje, boks...), dok se ono što se danas smatra atletikom (trčanje, hodanje, skokovi i bacanja) nazivalo laka atletika. U Maloj športskoj biblioteci zagrebačke knjižare "Stjepan Kugli" objavljene su dvije knjige: "Teška atletika" autora Rauta Hofera iz 1926. i "Laka atletika, teorija i tehnika vježbanja" autora Miroslava Dibrinića iz 1931. godine. Laka atletika u Hrvatskoj se vježbala i za vrijeme nastave gimnastike i u okviru sokolskih vježbi.
Vidi: osvajači olimpijskih medalja u atletici u disciplinama za muške, te disciplinama za žene.

## Povijest atletike
Atletika je jedan od najstarijih oblika sportskih natjecanja, još od vremena originalnih Olimpijskih igara iz vremena stare Grčke, pa do modernih Olimpijskih igara današnjih dana. Kako se radi o osnovnim disciplinama trčanja, skokova i bacanja tradicija takvih natjecanja je stara koliko i tradicija sporta, te je povijest atletike u stvari i povijest sporta uopće.

### U Hrvatskoj
Prvi hrvatski atletičari ponikli su u zagrebačkim športskim društvima PNIŠK-u i HAŠK-u. Prvo atletsko natjecanje u Hrvatskoj bila je utrka u brzom hodanju na 11 km; organizirao ju je PNIŠK 30. srpnja 1905. Prvi atletski miting u Hrvatskoj, organizirao je također PNIŠK, 17. svibnja 1908. na prvoj atletskoj stazi u Hrvatskoj, koja je išla oko nogometnog igrališta na Koturaškoj cesti.  
Tu atletsku stazu izgradio je PNIŠK. Discipline na mitingu su bile trčanje na 100 jarda i hodanje na 5000 m.
Utrka na 1 sat u Hrvatskoj se održala, prema dostupnim podacima, prvi puta 1977. u Zagrebu na stadionu Mladosti, a zatim tek 2008. u Varaždinu.
Prvo državno prvenstvo Hrvatske u 
- krosu održano je
- planinskom trčanju održano je sredinom svibnja 2004. na Sljemenu. Staza je bila duga 13.7km, uz visinsku razliku od 920m. 2009. je po prvi puta državno prvenstvo u planinskom trčanju održavano po sistemu koji preporuča WMRA – svjetski savez za planinsko trčanje, a to znači u okvirima zadanih gabarita dužine, visine i nagiba staze.[6][7][8]
- trekingu održano je krajem lipnja 2011. na Velebitu, u sklopu utrke Velebitski treking. Staza je bila duga 100km, uz 5500m uspona.[9]
- ultramaratonu (utrka na 100 km) održano je početkom svibnja 2013. u Zagrebu u sklopu utrke Forrest Gump.[10][11]
- planinskom trčanju na duge staze (ili planinskom maratonu) održano je početkom rujna 2013. u Samoborskom gorju, u sklopu utrke JASKA EKO trail-maraton. Staza je bila duga 43.18km, s visinskom razlikom od +/-5100m.[12][13][14][15]
- štafetama održano je krajem travnja 2016. u Zagrebu; štafete su sastavljene iz istih atletskih klubova.[16]
- trailu održano je krajem rujna 2017. u Rapcu, na utrci Valamar Trail. Staza je bila duga 51.8km, uz ukupnu visinski razliku +/-1360m.[17][18]
- 1-satnom trčanju održano je početkom travnja 2022. u Zagrebu.[19]
- "dugom" trailu održano je krajem travnja 2023. u Novom Marofu. Staza je bila duga 85.8km, uz visinsku razliku ??m.[20] Iako već, na utrci Valamar Trail 2017. uz utrku na 51.8km (staza te utrke je imala naziv "advanced trail staza") koja je bila utrka državnog prvenstva u trail-u, održavala se i utrka na još duljoj stazi koja je imala naziv "ultra trail staza" te je bila duljine 72km.[18]
- "kratkom" trailu održano je ?
- 6-satnom trčanju održano je ?
- 12-satnom trčanju održano je ?
- 24-satnom trčanju održano je ?
- štafetama u dvorani održano je ?

Prvo dvoransko državno prvenstvo te ujedno i prvo natjecanje uopće u kružnoj dvorani u Hrvatskoj održano je krajem veljače 2018. u Zagrebu, u novo otvorenoj dvorani u Paviljonu 1 Zagrebačkog velesajma. 2023. se po prvi puta dvoransko prvenstvo Hrvatske održavalo više dana. Prvo dvoransko prvenstvo Hrvatske u višebojima održano je krajem veljače 2019. u Zagrebu.
Škole trčanja u Hrvatskoj se pojavljuju 2011.; uz stručno vodstvo trenera, pripremaju polaznike za trčanje svih dionica, a osobito za polumaratone i maratone.
Zimsko bacačko prvenstvo Hrvatske održava se od 2004.
Prvi put Svjetsko prvenstvo u nekoj atletskoj disciplini u Hrvatskoj održano je 2018. u Svetom Martinu na Muri, disciplina 100 km trčanje, u sklopu utrke CRO100.
Godine 2011. Nikolina Šustić je postala najmlađa trkačica ikad koja je pretrčala na službenoj utrci više od 100 kilometara - imala je tada 24 godine i postavila je hrvatski rekord u 12-satnom trčanju.
Na SP-u u 24-satnom trčanju 2017. ženska reprezentacija u sastavu Veronika Jurišić, Antonija Orlić, Paula Vrdoljak osvojila 5. mjesto. Rezultat od 660.651 km prvi put u povijesti nije bio dovoljan za medalju.
Atletski kup Europe - Finale u Hrvatskoj je održano 1981. u Zagrebu. Prvi put WA Indoor Tour u Hrvatskoj je održan 2023. u Osijeku. Europski bacački kup u Hrvatskoj je održan u više navrata, a prvi puta 2002. Održan je i miting okriljem europske serije mitinga European Athletics Promotion (EAP) Circuit, Zadar EAP.
Među mitinzima, dugovječnošću se ističu Hanžekovićev memorijal, Međunarodni atletski miting "Dinamo-Zrinjevac" (od 1974.) i Trofej Slavonija.

## Atletska borilišta
Atletika je započela kao sport na otvorenom, te su se natjecanja odvijala u skladu s vremenskim uvjetima. Danas je uobičajeno da se atletičari tijekom zimskog perioda pripremaju i natječu i u zatvorenim prostorima - atletskim dvoranama.

### Atletika na otvorenom
Standardno borilište za atletska natjecanja je atletski stadion. Često integriran s nogometnim stadionom, ovo se borilište sastoji od tipično 8 kružnih eliptičnih staza, od kojih je duljina unutarnje staze, koja se označava kao staza 1.400 metara. Na objema duljim stranama nalazi se ravan dio od 100 m. Staze su označane crtama koje odvajaju staze 1 do 8. Uz samu stazu tipično se nalaze i zaletište i doskočište za skok u dalj, skok u vis te skok s motkom, bazen s preponom za trkačku utrku na 3000 m s preponama, te bacališta. kugle, koplja i kladiva. Atletski stadion je opremljen i brojnom pomoćnom opremom koja se koristi ovisno o disciplini: preponama za preponske utrke, zaštitne mreže za bacačke disicpline, nosači i letvice za skok u vis i skok s motkom, itd.
Atletski stadion je poprište svih atletskih natjecanja osim maratona, za koji se zbog dužine staze ne koristi kružna staza na stadionu, osim kao početno i završno mjesto utrke.

### Atletika u dvorani
Atletska dvorana ima gotovo sve elemente kao i atletski stadion, osim što je zbog jednostavnosti konstrukcije dvorane najčešća duljina kružne staze 200 m te je borilište bitno manje nego stadion na otvorenom, i u dvorani nema vjetra. Neke discipline koje su na otvorenom standardne zbog manjeg se raspoloživog prostora ne izvode u dvorani, tu spadaju bacanje kladiva i koplja, utrka na 3000 m prepone, maraton. Također, neke su discipline prilagođene dvorani, te se tako utrka na 100 m u dvorani najčešće smanjuje na 60 m, slično kao i 100/110 metara prepone na 60 m, te neke discipline dugih pruga.

## Atletske discipline
Brojne su atletske discipline, koje uobičajeno dijelimo na trkačke, bacačke, skakačke i višeboj. Iako se najčešće koristi metrički sustav za izmjeru udaljenosti ili ostvarene duljine/visine skoka ili duljine bacanja, ponekad se javljaju i drugačije mjere, pa je recimo uobičajena utrka na jednu milju.

### Trkačke discipline
- Kratke pruge : utrke na dionicama do 400 m. Uobičajene dionice su: 60 m (uglavnom u dvorani), 100 m, 200 m, 400m
- Srednje pruge: trkačke discipline na udaljenosti od 400 do 3000 m. Uobičajene dionice: 800 m, 1500 m, 1 milja, 3000 m
- Duge pruge: trkačke discipline na udaljenosti veće od 5000 m. Uobičajene dionice: 5000 m, 10000 m, polumaraton, maraton, ultramaratoni (100 km)
- Štafete: ove utrke uključuju nastup po 4 natjecatelja iz jedne ekipe, koji naizmjenično trče pojedine dionice izmjenjujući štafetnu palicu. Uobičajene štafete: 4x100 m, 4x400 m
- Preponske utrke: uključuju tzv. visoke prepone (60 m prepone u dvorani, 100 m prepone žene, 110 m prepone muškarci), zatim tzv. niske prepone (400 m prepone) te stipl (3000 m prepone).
- Brzo hodanje: uključuje dionice 10 km, 20 km, 50 km

### Bacačke discipline
- koplje
- disk
- kugla
- kladivo

### Skakačke discipline
- Skok u dalj
- Skok u vis
- Skok s motkom
- Troskok

### Višeboj
- Sedmoboj (žene)
- Desetoboj (muškarci)

## Svjetski rekordi
(stanje 30. kolovoza 2013.)

### Žene
| 100 m:           | 10,49    | Florence Griffith Joyner, SAD               | Indianapolis, 16. srpnja, 1988.    |
| 200 m:           | 21,34    | Florence Griffith-Joyner, SAD               | Seoul, 29. rujna 1988.             |
| 400 m:           | 47,60    | Marita Koch, Njemačka (DDR)                 | Canberra, 06. listopada 1985.      |
| 800 m:           | 1.53,28  | Jarmila Kratochvilová, Češka (Čehoslovačka) | München, 26. srpnja 1983.          |
| 1 500 m:         | 3.50,46  | Qu Yunxia, Kina                             | Peking, 11. rujna 1993.            |
| 3 000 m:         | 8.06,11  | Junxia Wang, Kina                           | Peking, 13. rujna 1993.            |
| 5 000 m:         | 14.11,15 | Tirunesh Dibaba, Etiopija                   | Oslo, 6. lipnja 2008.              |
| 10 000 m:        | 29.17,45 | Almaz Ayana, Etiopija                       | Rio de Janeiro, 12. kolovoza 2016. |
| 100 m prepone:   | 12,20    | Kendra Harrison, SAD                        | London, 22. srpnja 2016.           |
| 400 m prepone:   | 52,34    | Yuliya Pechonkina, Rusija                   | Tula, 08. kolovoza 2003.           |
| 3 000 m zapreke: | 8.58,81  | Gulnara Galkina-Samitova, Rusija            | Peking, 17. kolovoza 2008.         |
| Maraton:         | 2:15.25  | Paula Radcliffe, Velika Britanija           | Chicago, 13. travnja 2003.         |
| Hodanje 5 km:    | 20.13,26 | Kerry Saxby-Junna, Australija               | Hobart, 25. veljače 1996.          |
| Hodanje 10 km:   | 41.56,23 | Nadezhda Ryashkina, Rusija                  | Seattle, 24. srpnja 1990.          |
| Hodanje 20 km:   | 1:25.41  | Olimpiada Ivanova, Rusija                   | Helsinki, 7. kolovoza 2005.        |
| 4 x 100 m:       | 41,37    | Njemačka (DDR)                              | Canberra, 06. listopada 1985.      |
| 4 x 400 m:       | 3.15,17  | Rusija (SSSR)                               | Seoul, 01. listopada 1988.         |
| Skok u vis:      | 2,09     | Stefka Kostadinova, Bugarska                | Rim, 30. kolovoza 1987.            |
| Skok motkom:     | 5,06     | Jelena Isinbajeva, Rusija                   | Zürich, 28. kolovoza 2009.         |
| Skok u dalj:     | 7,52     | Galina Chistyakova, Rusija (SSSR)           | Lenjingrad, 11. lipnja 1988.       |
| Troskok:         | 15,50    | Inessa Kravets, Ukrajina                    | Göteborg, 10. kolovoza 1995.       |
| Kugla:           | 22,63    | Natalya Lisovskaya, Rusija (SSSR)           | Moskva, 07. lipnja 1987.           |
| Disk:            | 76,80    | Gabriele Reinsch, Njemačka (DDR)            | Neubrandenburg, 09. srpnja 1988.   |
| Kladivo:         | 77,80    | Tatjana Lysenko, Rusija                     | Tallinn, 15. kolovoza 2006.        |
| Koplje:          | 72.28    | Barbora Špotáková, Češka                    | Stuttgart, 13. rujna 2008.         |
| Sedmoboj:        | 7291 bod | Jackie Joyner-Kersee, USA                   | Seoul, 24. rujna 1988.             |

### Muškarci
| 100 m:           | 9,58         | Usain Bolt, Jamajka                | Berlin 16. kolovoza 2009.           |
| 200 m:           | 19,19        | Usain Bolt, Jamajka                | Berlin 20. kolovoza 2009.           |
| 400 m:           | 43,03        | Wajde van Niekerk, JAR             | Rio de janerio, 15. kolovoza 2016.  |
| 800 m:           | 1.40,91      | David Rudisha, Kenija              | London, 9. kolovoza 2012.           |
| 1 500 m:         | 3.26,00      | Hicham El Guerrouj, Maroko         | Rim, 14. srpnja 1998.               |
| 5 000 m:         | 12.35,36     | Joshua Cheptegei, Uganda           | Monaco, 14. kolovoza 2020.          |
| 10 000 m:        | 26.17,53     | Kenenisa Bekele, Etiopija          | Bruxelles, 26. kolovoza 2005.       |
| 110 m prepone:   | 12,80        | Aries Merritt, SAD                 | Brussels, 07. rujna 2012.           |
| 400 m prepone:   | 46,78        | Kevin Young, SAD                   | Barcelona, 06. kolovoza 1992.       |
| 3 000 m zapreke: | 7.53,63      | Shaheen Saif Saaeed, Qatar         | Bruxelles, 03. rujna 2004.          |
| Maraton:         | 2:03.59      | Haile Gebrselassie, Etiopija       | Berlin, 28. rujna 2008.             |
| Hodanje 20 km:   | 1:17.46      | Julio Martinez, Guatemala          | Eisenhüttenstadt, 08. svibnja 1999. |
| Hodanje 50 km:   | 3:36.03      | Robert Korzeniowski, Poljska       | Pariz, 27. kolovoza 2003.           |
| 4 x 100 m:       | 36.84        | Jamajka                            | London, 11. kolovoza 2012.          |
| 4 x 400 m:       | 2.54,20      | SAD                                | New York, 22. srpnja 1998.          |
| Skok u vis:      | 2,45         | Javier Sotomayor, Kuba             | Salamanca, 27. srpnja 1993.         |
| Skok motkom:     | 6,14         | Sergey Bubka, Ukrajina             | Sestriere, 31. srpnja 1994.         |
| Skok u dalj:     | 8,95         | Mike Powell, SAD                   | Tokio, 30. kolovoza 1991.           |
| Troskok:         | 18,29        | Jonathan Edwards, Velika Britanija | Goeteborg, 07. kolovoza 1995.       |
| Kugla:           | 23,12        | Randy Barnes, SAD                  | Westwood, 20. svibnja 1990.         |
| Disk:            | 74,08        | Jürgen Schult, Njemačka (DDR)      | Neubranderburg, 06. lipnja 1986.    |
| Kladivo:         | 86,74        | Yuriy Sedyh, Rusija (SSSR)         | Stutgart, 30. kolovoza 1986.        |
| Koplje:          | 98.48        | Jan Železný, Češka                 | Jena, 25. svibnja 1996.             |
| Desetoboj:       | 90,45 bodova | Ashton Eaton, SAD                  | Peking, 29. kolovoza 2015.          |

## Natjecanja u atletici
Atletika je zasigurno najrašireniji sport na svijetu. Vrste i nivoi natjecanja su brojni. Prema dobi natjecatelja razlikujemo predškolska i školska natjecanja, srednjoškolska i studentska, pa sve do natjecanja veterana u različitim kategorijama. Prema nivou natjecanja postoje amaterska natjecanja za građane i rekreativce, pa sve do profesionalnih natjecanja. Kvalitativni vrhunac atletike su Olimpijske igre, koje su uvijek do sada u povijesti imale u programu neko od atletskih natjecanja. Prema kvaliteti se ističu sljedeća atletska natjecanja:
- Atletika na Olimpijskim igrama
- Svjetska prvenstva u atletici
- Europska prvenstva u atletici
- Atletska prvenstva SAD
- Dijamantna liga

Lara Borozan Labrović drži rekord na 100 m

## Vanjske poveznice
- Hrvatski atletski savez  Arhivirana inačica izvorne stranice od 31. kolovoza 2006. (Wayback Machine) (natjecanja, državni rekordi, tablice svih vremena, tablice sezone)
- Hrvatska udruga vanstadionske atletike (HUVA)  Arhivirana inačica izvorne stranice od 25. travnja 2019. (Wayback Machine)
- IAAF Međunarodna atletska federacija - službene stranice
- Atletika Veteran
- All-athletics.com[neaktivna poveznica], baza podataka
- Hrvatska atletika